# H-3 공군기지 공습
H-3 공군기지 공습 또는 간단히 H-3 공습(페르시아어: عملیات اچ۳)은 이란-이라크 전쟁 당시 이란 공군이 1981년 4월 4일 이라크 서의 H-3 공군기지를 폭격한 작전을 의미한다. 이란은 이라크 공군 소속 전투기를 최소 48대 파괴한 것으로 알려졌으며 이란 공군은 전투기를 1대도 잃지 않았다. 작전 진행 과정 및 결과의 관점에서 H-3 공군기지 공습은 현대 공습 작전 중 성공적인 공습 작전으로 평가받고 있다.